# Neapel
Neapel (italienska: Napoli) är huvudstad i den italienska regionen Kampanien och huvudort i storstadsregionen Neapel, innan 2015 provinsen Neapel. Neapel har cirka 2,18 miljoner invånare och ligger nära den berömda vulkanen Vesuvius. Det är Italiens tredje största stad, efter Rom och Milano. Stadens tunnelbana (med sex linjer och 87 stationer) är Italiens äldsta.

## Historia
Staden grundades av greker från Kyme omkring 700 f.Kr. under namnet Parthenope. Den äldre staden ersattes omkring 470 f.Kr med en ny stad Neapolis (Nystad). Omkring 400 f.Kr. tvingades staden ta emot en betydande samnitisk bosättning. Redan 326 f.Kr. stod Neapel i förbund med Rom, där Neapel tilläts behålla sitt språk och sin författning. Ännu under kejsartid beskrevs Neapel som en grekisk stad.
Neapel kom efter romarrikets fall att ingå i ostrogoternas rike, men 536 e.Kr. erövrades Neapel av härföraren Belisarius och tillhörde därefter det bysantinska riket som centrum i ett självständigt hertigdöme. Genom langobardernas erövringar kom hertigdömet att minska betydligt, men Neapel förblev bysantinskt till 800-talet, då staden blev självständig.
1139 införlivades Neapel dock av normanderna i kungariket Sicilien. 1266–1442 var Neapel huvudstad i kungariket Neapel, men detta erövrades därefter av Aragonien och förenades 1501 med Spanien.
Från 1300-talet fram till 1500-talet upplevde staden en ekonomisk och kulturell blomstring, och Neapel var under den här tiden en av Europas största städer. På 1600-talet inleddes dock en nedgång, 1647–1648 genomfördes en folklig revolt mot det spanska styret i Neapel, som dock slogs ned.
1707 erövrades kungariket Neapel av Österrike, men det blev 1734–1806 åter spanskt. Under de spanska bourbonerna återfick staden Neapel i slutet av 1700-talet sin funktion som huvudstad. Även i den Parthenopeiska republiken som existerade 1799 under fransk kontroll, var Neapel huvudstad.
Efter franskt styre 1806–1815 blev Neapel del av kungariket Bägge Sicilierna 1816 med Neapel som dess huvudstad.
Med Italiens enande 1861 blev Neapel en del av Italien. Under andra världskriget bombades staden 1942–1943 av amerikanskt bombflyg och omkring 1 900 invånare dödades. Efter att Mussolini avsatts 1943 ockuperades staden av tyska trupper. Under vad som gått till historien som De fyra dagarna i Neapel kunde invånarna av egen kraft fördriva tyskarna innan de allierade nådde staden. 1944 bombades staden av Luftwaffe.
Under 1900-talets andra hälft har Neapel haft stora problem med organiserad brottslighet och korruption. Många invånare kom att emigrera till norra Italien och Västeuropa. 1980 drabbades Neapel och Kampanien av en svår jordbävning med 2914 dödsoffer.
Under 1990-talet började korruptionen att bekämpas och staden kom att uppleva ett ekonomiskt uppsving. År 1995 blev Neapels historiska centrum uppsatt på Unescos världsarvslista. Staden var vid Italiens enande under Garibaldi dess största stad och förblev så en bit in på 1900-talet. År 1900 räknade staden 563 500 invånare medan Milano hade 491 500 och huvudstaden Rom 462 800. Rom hade dock varit avsevärt större under Romarriket.

### Benämning
Neapel har historiskt varit en betydande stad och varianter på dess namn finns på olika språk. På svenska har staden länge hetat Neapel, invånarna har benämnts neapolitaner och sådant som kommer från staden beskrivs som neapolitanskt.

## Mat och dryck
Neapel är av tradition pizzans hemstad. Speciellt pizza margherita, med mozzarella, tomat och basilika, som representerar italienska flaggans färger i rött, vitt och grönt. Pizzan fick sitt namn när den serverades till Drottning Margherita av Savojen under ett besök i staden. Ingredienserna i napolitansk pizza har varit strikt reglerade i lag sedan 2004, och måste inkludera vetemjöl typ "00" med tillsats av mjöl typ "0" jäst, naturligt mineralvatten, skalade tomater eller färska körsbärstomater, mozzarella, havssalt och extra virgin olivolja.
Mycket typiskt för trakten är pasta med skaldjur (exempelvis 'spaghetti con le vongole'), fisksoppa (zuppa di pesce) och friterad fisk ('frittura di pesce'). Bland desserter kan nämnas pastiera, en påsktårta som man hittar året runt i barer och konditorier, sfogliatella och babà.
Limoncello citronsprit kommer från Neapel, och vingårdar i Vesuviusområdet producerar olika viner.

## Kommunikation

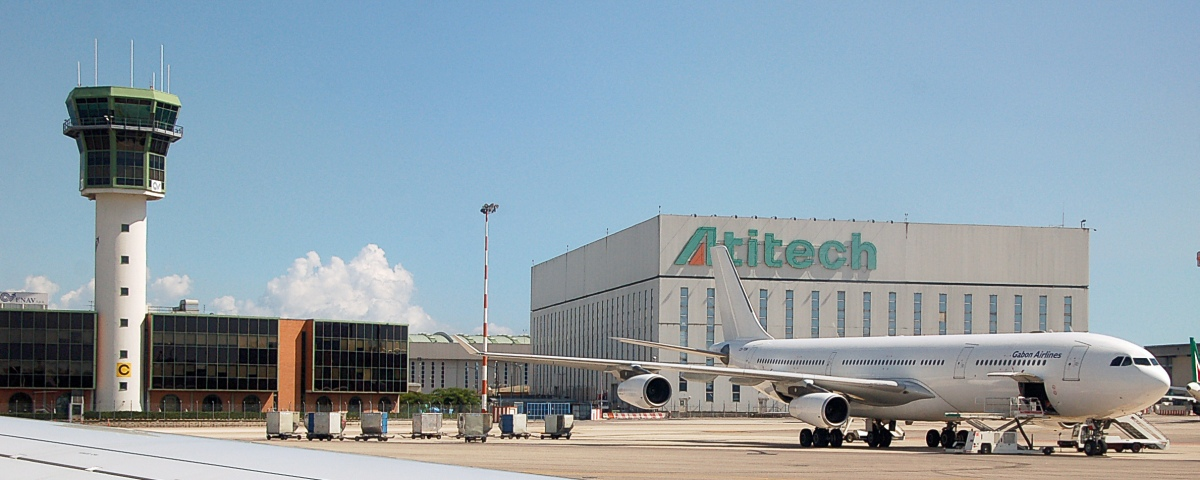
Neapels flygplats Capodichino

Neapel har genom järnvägen, motorvägar och flygplatsen mycket goda anslutningar till övriga Italien. En av Italiens längsta motorvägar A1 (E45), kallad Autostrada del Sole (Solens motorväg), går från Neapel norrut till Milano via Rom och Florens.
Stadens viktigaste järnvägsstation är Napoli Centrale.
Flygplatsen Capodichino är den viktigaste flygplatsen i södra Italien.
Neapels hamn har en stor betydelse för passagerar- och frakttrafik. Färjetrafik går bland annat till Tunisien, Korsika, Sardinien och Sicilien.
Staden har flera tunnelbane- och pendeltågslinjer som drivs av olika bolag.

## Idrott
- SSC Napoli, firade under 1980-talet stora framgångar under Diego Maradonas tid i klubben. Klubben blev bland annat italienska mästare två gånger, vilket bröt den annars kompakta norditalienska dominansen i Serie A.
- Gran Premio Lotteria, som är Italiens största travlopp, går av stapeln i maj varje år på Ippodromo di Agnano i Neapel.